# Перевоз (Белокатайский район)
Перево́з (баш. Перевоз) — деревня в Белокатайском районе Республики Башкортостан Российской Федерации. Входит в состав Белянковского сельсовета. 

## География
Деревня находится на левом берегу реки Уфа.

### Географическое положение
Расстояние до:
- районного центра (Новобелокатай): 66 км,
- центра сельсовета (Белянка): 14 км,
- ближайшей ж/д станции (Нязепетровская): 22 км.

## Население
| 2002 | 2009 | 2010 |
| ---- | ---- | ---- |
| 17   | ↘12  | ↘6   |

### Национальный состав
Согласно переписи 2002 года, преобладающая национальность — башкиры (94 %).